# Mikael Jantunen
Mikael Olli Axel Jantunen (* 20. April 2000 in Helsinki) ist ein finnischer Basketballspieler.

## Laufbahn
Jantunen spielte zunächst Fußball und ab dem elften Lebensjahr Basketball. Er wurde an der Nachwuchsakademie des finnischen Basketballverbandes (HBA-Märsky) von Hanno Möttölä als Trainer gefördert und wechselte 2019 in die Vereinigten Staaten an die University of Utah, an der auch Möttölä gespielt hatte. Jantunen blieb zwei Jahre in Salt Lake City, wurde anschließend Berufsbasketballspieler.
Der Flügelspieler stand 2021/22 beim BC Ostende unter Vertrag, wurde mit der Mannschaft 2022 belgischer Meister und Supercupsieger. Nach einem Spieljahr in Italiens SerieA bei Universo Treviso Basket wechselte Jantunen zu Paris Basketball nach Frankreich. Dort hatte zuvor sein Landsmann Tuomas Iisalo das Traineramt übernommen. Mit Paris gewann Jantunen im April 2024 den europäischen Vereinswettbewerb Eurocup und wurde im selben Jahr Sieger des französischen Ligapokals sowie in der französischen Meisterschaft Zweiter. Ende April 2025 wurde er französischer Pokalsieger und im Juni 2025 französischer Meister.
Im Juli 2025 wurde Jantunen von Fenerbahçe Istanbul verpflichtet.

### Nationalmannschaft
Jantunen war finnischer Jugendnationalspieler. 2019 spielte er für Finnlands bei der Sommeruniversiade. Mit der Herrennationalmannschaft seines Heimatlandes nahm er an der Europameisterschaft 2022 und an der Weltmeisterschaft 2023 teil.